# 阮 (乐器)

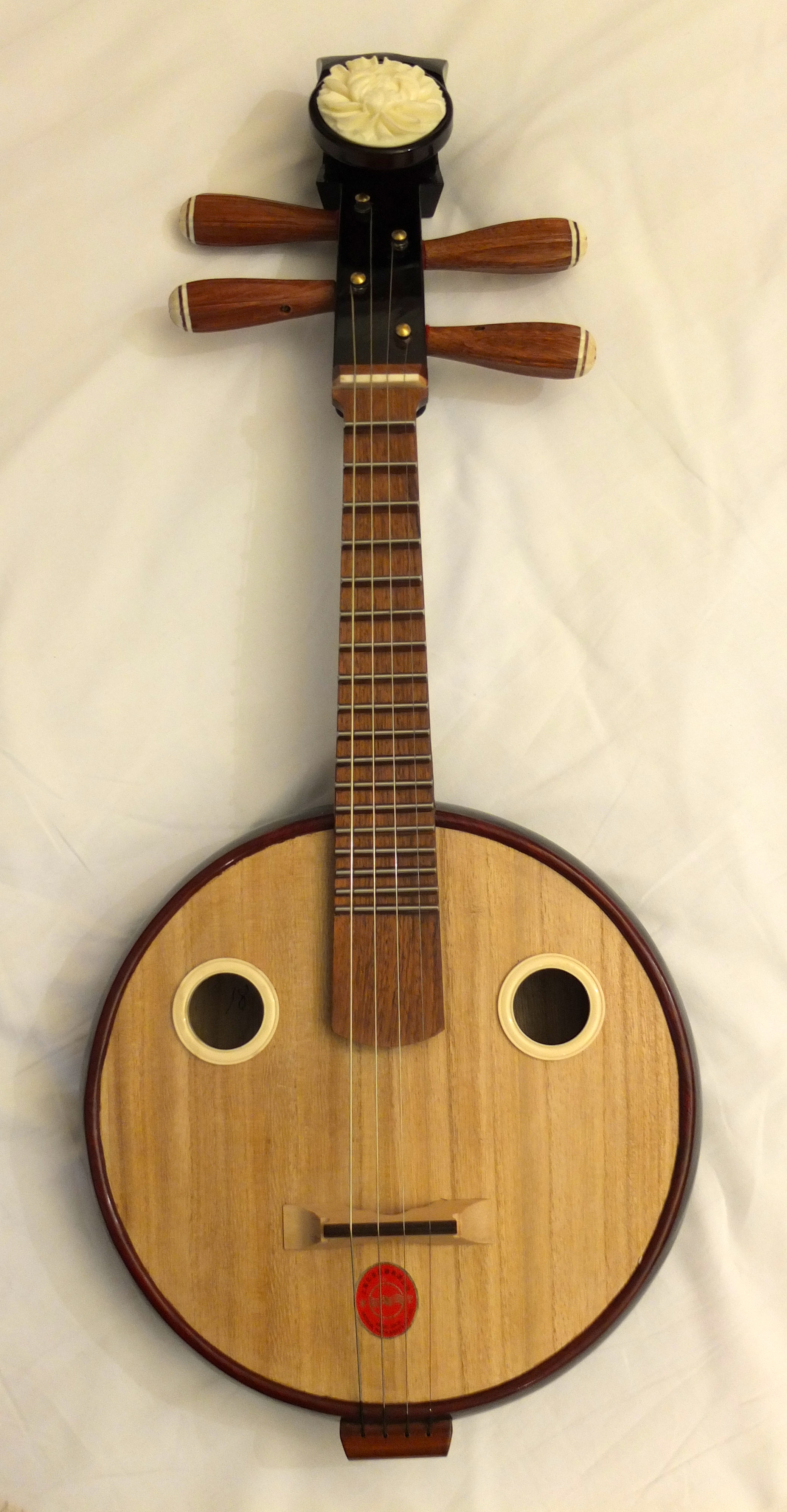
一把小阮

阮，又名阮琴、阮咸，是源自於中國的撥弦樂器，得名於西晉“竹林七贤”中的阮咸。
在唐朝以前，此种乐器也称之为秦琵琶或秦漢子，唐朝之后因曲项琵琶大量传入中國，佔用了“琵琶”这一名称，才改以擅长演奏这种乐器的阮咸为名。
阮的音色非常适合演奏乐队的低音或者與其它乐器和音，並且結構簡單、方便改造，在歷史上的宋朝、明朝、清朝、中華民國與中華人民共和國等各個階段，中國的音樂家們一步步將阮琴改良升級，造就了現代阮琴音色中正、低而沉穩的特色，其中較為特殊的短頸阮琴還在清朝時發展為月琴。現代阮琴依其形制不同而設有高音阮、小阮、中阮、大阮、低音阮、拉阮之分類，廣泛使用於獨奏及合奏，在國樂團的彈撥樂器中佔有重要的一席之地。

## 历史沿革

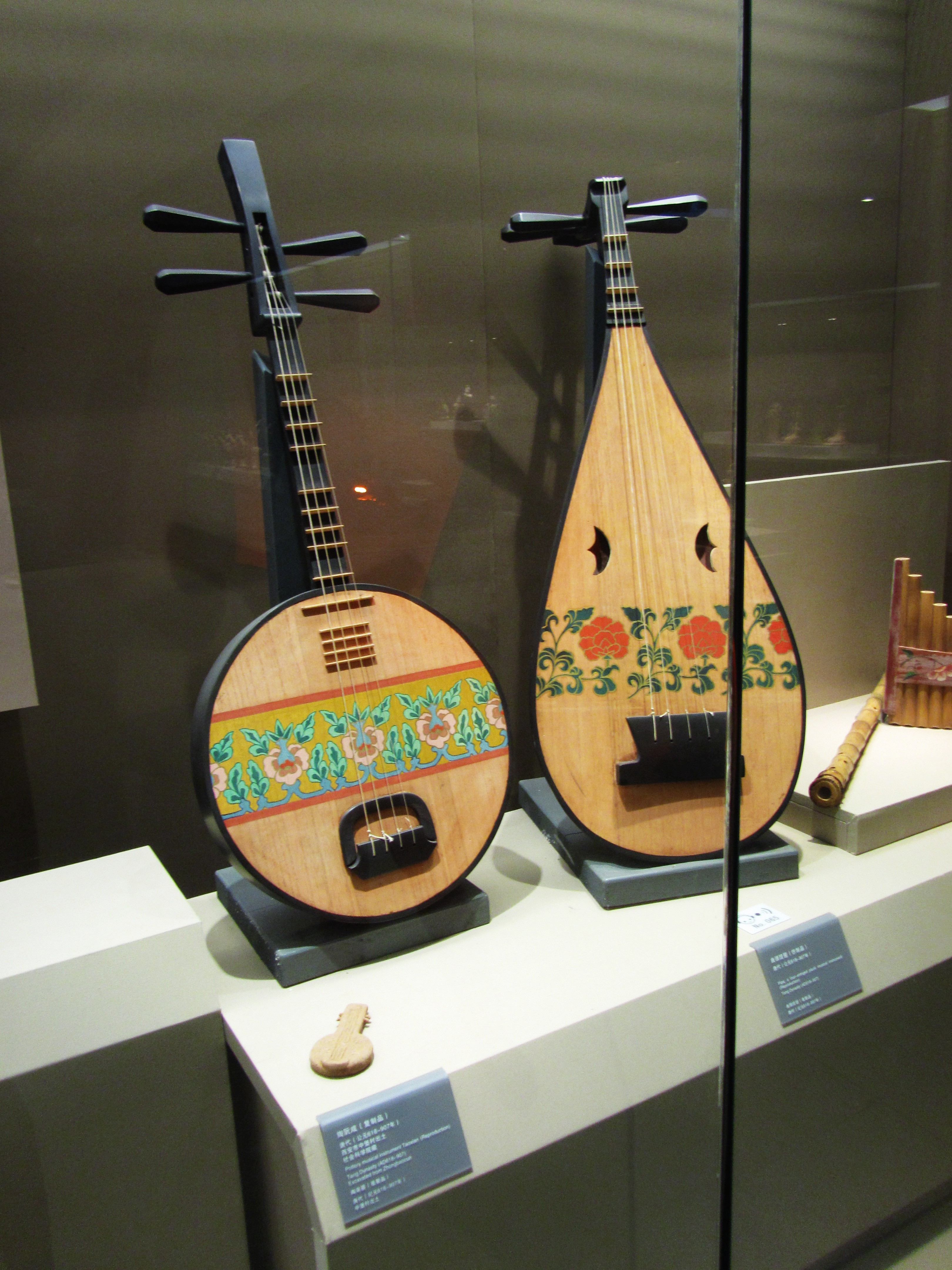
唐朝時候的阮咸和曲項琵琶。

阮琴的前身是东汉时期於各種樂譜、遊記、禮儀書籍中做记载的“琵琶”，其中明確描述那時候的琵琶是“圆形直项”的，据汉代至魏晋时期的文史资料所载，阮是中国自创的一种圆体、直项、四弦、12柱（品）的乐器。起源大约在公元前217至公元前105年，汉时称秦琵琶或秦汉子。
關於阮琴的起源有多种传说，一是從遊牧民族的胡人傳入中原，方便在馬背上演奏音樂；二是烏孫公主嫁去今日吉爾吉斯斯坦的國家時由她的陪嫁樂師所發明，這些樂師利用西域的材料做出能演奏漢人音樂的樂器，其中一種就是阮琴。
唐朝时因为再次從中亞遊牧民族那裡传入了新的“梨形琵琶”，為了方便區分，把这种圆形直项的琵琶改稱固定成“阮咸”，阮琴自此走向獨立發展方向，和梨形琵琶分道揚鑣。 在唐代的《清商乐》和《西凉乐》中，阮咸也是主要的乐器之一。
宋朝之后，阮咸逐漸可被称为月琴，並派生出新的月琴類樂器。阮咸和月琴为同器异名直到近代。
1950年代以来，中華人民共和國为发展屬於中國自己的管弦乐团，派各類國樂專家去改良阮琴，把其變为4根弦24品的構造，并加大共鸣箱，使用鋼弦。改良阮琴仿照交响乐的提琴家族分为小阮、中阮、大阮和低音阮。后来又加入高音阮。从此阮琴和月琴成为两种不同的乐器。目前中阮和大阮为民乐团的标准编制，香港中樂團並以高音阮取代柳琴。由于阮的古曲谱均失传，同时因为现代阮和传统阮性能差别很大，所以现代阮琴没有传统乐曲，但是现代中國大陸的作曲家为演奏阮琴為其创作了巨量乐曲，1987年劉星在其創作的《雲南回憶》中演奏了阮琴的協奏曲後，阮琴正式被奠定了獨奏樂器的地位。

## 演奏方法

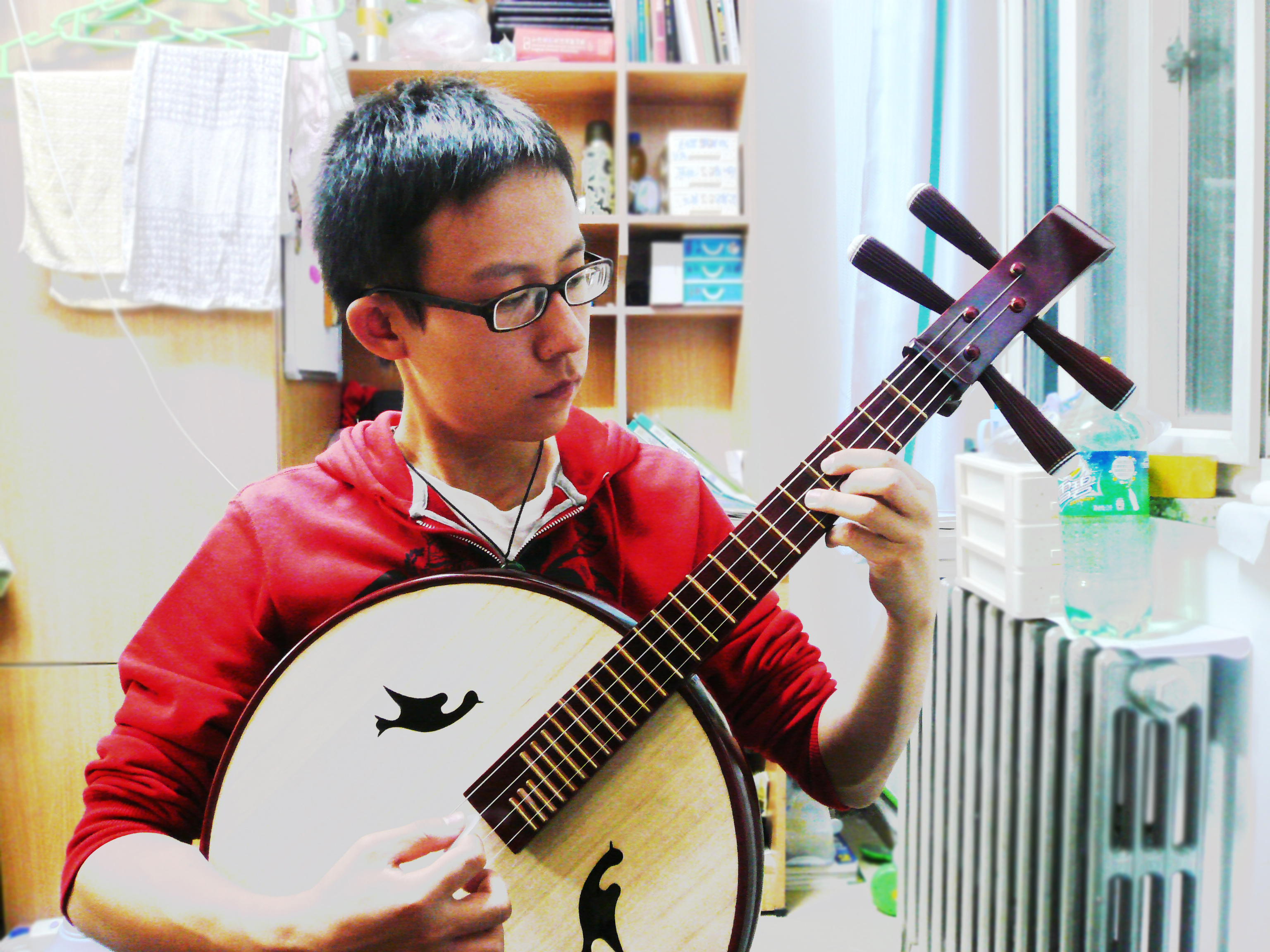
演奏者彈奏中阮。

阮琴一般为坐姿演奏，琴身置於大腿上且抱于胸前，左手按弦，右手持用尼龙等材料制成的拨片弹奏。在1980年代之前以假甲演奏为主流，但由于琴弦张力较大，逐渐被用拨片弹奏的方法替代。但是由于阮的复兴仍在起步阶段，所以各家的演奏方法均有差异，目前还未形式统一的演奏方法。
阮琴的演奏技巧，原來比較簡單。隨著樂器的改革，如今逐步得到豐富。經過演奏者的繼承、實踐、移植和創造，右手的彈法有彈、挑、勾、抹、扣、劃、輪、拂、分、搖、掃、滾等30多種， 左手指法有泛、打、勾、帶、滑、推、拉、吟、紋、揉等10多種。

## 定弦
- 高音阮：G3－D4－G4－D5
- 小阮：D3－A3－D4－A4
- 中阮：G2－D3－G3－D4
- 大阮：D2－A2－D3－A3
- 低音阮：G1－D2－G2－D3

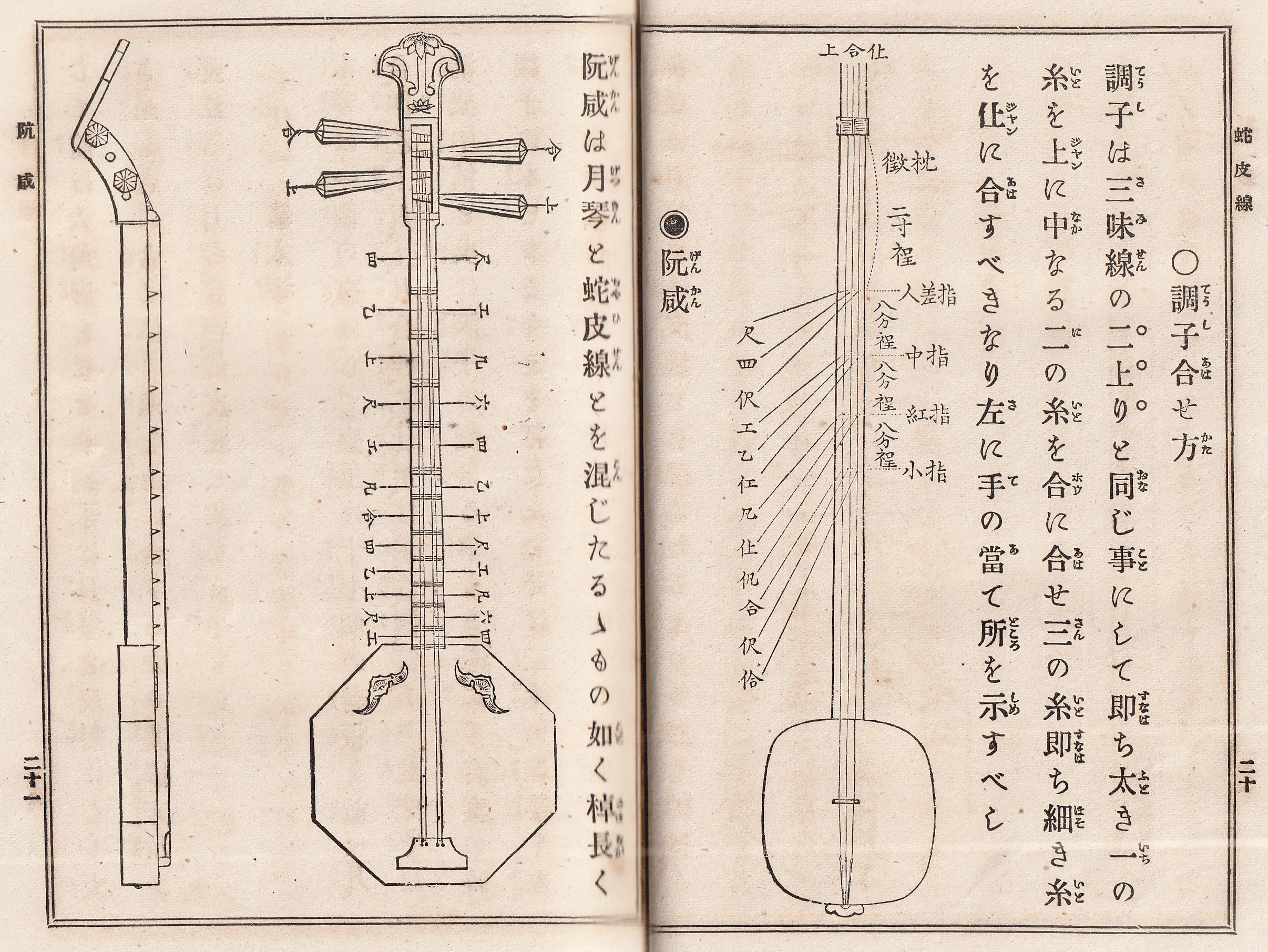
日本“明清乐”的阮咸和定弦
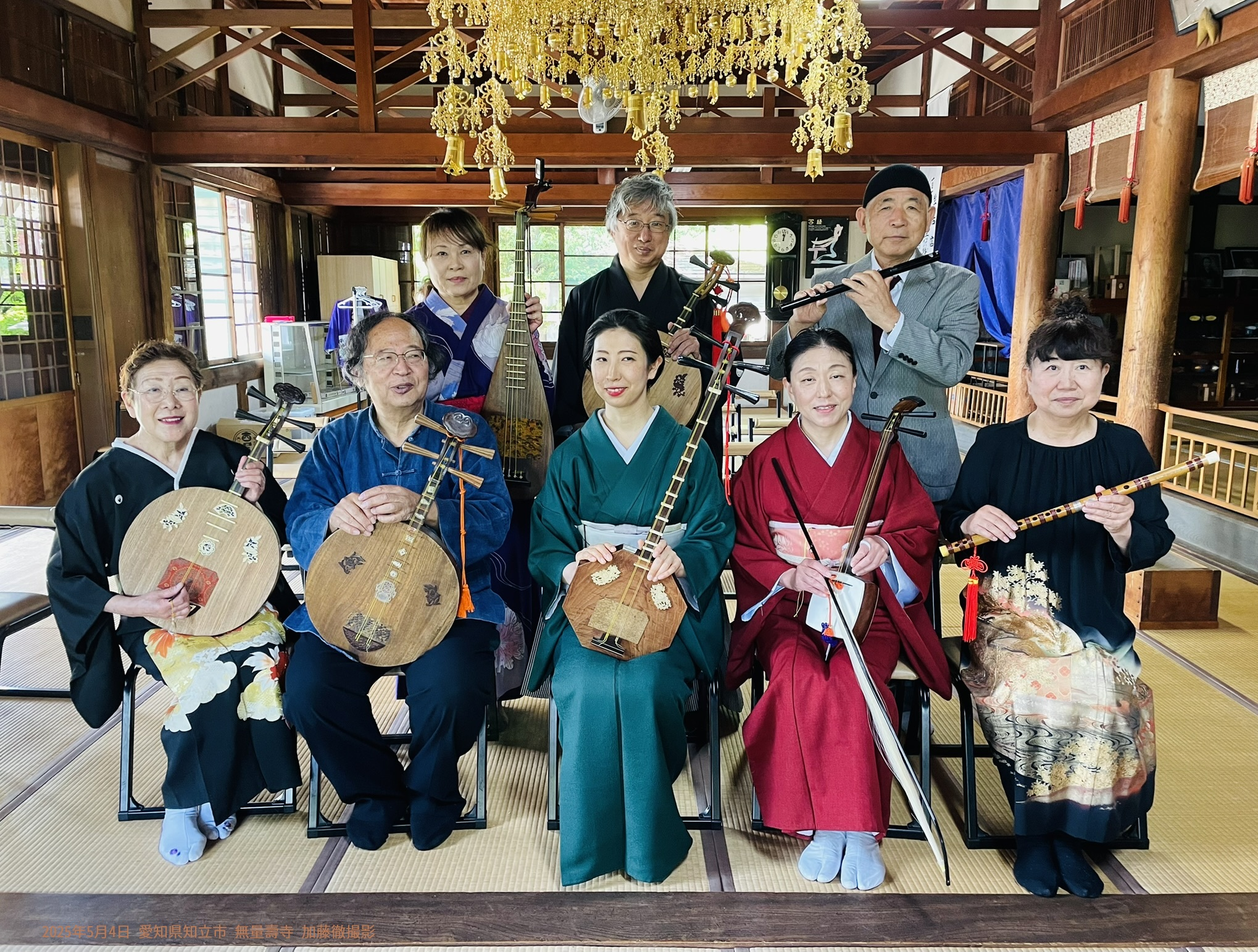
日本“明清乐”中使用的阮咸，是前排中央女性所持的乐器。

## 拉阮

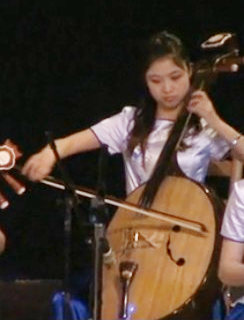
演奏者拉奏拉阮。

拉阮是因為國樂團中缺乏低音樂器而創造，實際上是一種仿效大提琴的形制的拉弦樂器，後因效果不理想，少有續用。

## 延伸阅读
[在维基数据编辑]
 《欽定古今圖書集成·經濟彙編·樂律典·阮咸部》，出自陈梦雷《古今圖書集成》